# Мистер Блисс
«Мистер Блисс» (англ. Mr. Bliss) — детская книжка Дж. Р. Р. Толкина, выпущенная посмертно в 1982 году. Сюжет представляет собой рассказ о некоем Мистере Блиссе, купившем себе автомобиль, и приключениях, связанных с его первой поездкой.

## История создания
Впервые эта история была рассказана Дж. Р. Р. Толкином своим детям в 1920—1930 годы, однако, в отличие от многих других, была записана с красочными цветными иллюстрациями.
В 1936 году профессор предложил фирме Allen & Unwin опубликовать эту книжку, однако из-за большого количества цветных иллюстраций это вышло бы слишком дорого, а на сокращение количества цветов Толкин времени не нашёл.
В 1958 году он продал рукопись вместе с несколькими другими университету Маркетта в США за одну тысячу двести пятьдесят фунтов стерлингов.

## Связь произведения с легендариумом
- Жиролик (англ. Girabbit), животное, напоминающее одновременно и жирафа, и кролика, по этимологии (жираф + кролик) и характеру (любовь к норам, боязнь медведей и пристрастие к еде) схоже с хоббитами.
- Фамилия сержанта — Боффин (англ. Sergeant Boffin) — такая же, как название семейства хоббитов, чьими родственниками были Бэггинсы.
- Во время спора Мистера Бинкса и констебля Боффина упоминается Папаша Гемджи (англ. Gaffer Gamgee)[2]. Известно, что такое же прозвище было у отца Сэма Гемджи.
- На иллюстрации на странице 36 можно наблюдать мясника около вывески «Allbone» (рус. Одни кости). В третьей главе первой части «Утраченный путь» пятого тома «Истории Средиземья» под названием «Утраченный путь и другие истории», персонаж Альбоин имеет прозвище «All-bone»[3], что напоминает название на вывеске.

## Экранизации
В 2004 году российская студия «ТТТ» выпустила мультфильм Геннадия Тищенко «Мистер Блисс», показанный на многих фестивалях, в том числе «Звёздный мост», «RingCon» и «TolkienTing», где заслужил похвальные отзывы от Алана Ли, известного иллюстратора книг Дж. Р. Р. Толкина и одного из главных художников кинотрилогии Питера Джексона.

## Публикации на русском языке
На русском языке сказка издавалась два раза:
- В «Литературной газете», выпуске № 52 за 27 декабря 1995 года в переводе Олега Битова и под названием «Мистер Блажь».
- В 2003 году в сборнике от издательства «ТТТ» «Роверандом. Мистер Блисс. Письма Рождественского Деда» в переводе Игоря Хазанова.